# H2O Sportswear
H2O Sportswear er en dansk sportsbeklædningsvirksomhed. Den blev etableret i 1982 af Jens Knud Lind. 
H2O producerer og sælger bl.a. sportstøj, sportsfodtøj og sportsudstyr.